# Lista nominacji i nagród Lil Nas X'a
Artykuł przedstawia listę nominacji i nagród otrzymanych przez amerykańskiego rapera i piosenkarza, Lil Nas X'a, w tym jednej statuetki American Music Award i dwóch nagród Grammy, BET Hip Hop Awards i MTV Video Music Awards.

## American Music Awards
American Music Awards to amerykańskie nagrody muzyczne ufundowane przez Dicka Clarka w 1973 r., a ich zwycięzcy od 2006 roku są ujawniani poprzez głosowania internetowe. Artysta otrzymał jedną nagrodę spośród pięciu nominacji.
| Rok  | Nominacja                                           | Kategoria                         | Rezultat  |
| ---- | --------------------------------------------------- | --------------------------------- | --------- |
| 2019 | Lil Nas X                                           | Debiut roku                       | Nominacja |
| 2019 | "Old Town Road (Remix)" (gościnnie Billy Ray Cyrus) | Współpraca roku                   | Nominacja |
| 2019 | "Old Town Road (Remix)" (gościnnie Billy Ray Cyrus) | Ulubiony singel rapowy/hip-hopowy | Wygrana   |
| 2019 | "Old Town Road (Remix)" (gościnnie Billy Ray Cyrus) | Teledysk roku                     | Nominacja |
| 2019 | "Old Town Road (Remix)" (gościnnie Billy Ray Cyrus) | Ulubiony singel popowy/rockowy    | Nominacja |

## Apple Music Awards
Apple Music Awards to nagrody muzyczne przyznawane przez serwis muzyczny Apple Music od 2019 roku. Artysta otrzymał jedną nagrodę.
| Rok  | Nominacja       | Kategoria  | Rezultat |
| ---- | --------------- | ---------- | -------- |
| 2019 | "Old Town Road" | Utwór roku | Wygrana  |

## BBC Radio 1's Teen Awards
BBC Radio 1's Teen Awards to brytyjskie nagrody muzyczne wręczane przez jedną ze sztandarowych rozgłośni radiowych British Brodcasting Company, BBC Radio 1, honorujące artystów muzycznych lub celebrytów popularnych w Wielkiej Brytanii i na całym świecie w danym roku. Artysta otrzymał jedną nominację.
| Rok  | Nominacja       | Kategoria        | Rezultat  |
| ---- | --------------- | ---------------- | --------- |
| 2019 | "Old Town Road" | Najlepszy singel | Nominacja |

## BET Hip Hop Awards
BET Hip Hop Awards to amerykańskie nagrody muzyczne przyznawane corocznie od 2006 roku dla wykonawców, producentów oraz reżyserów teledysków hip-hopowych. Artysta otrzymał dwie nagrody spośród trzech nominacji.
| Rok  | Nominacja                                           | Kategoria                            | Rezultat  |
| ---- | --------------------------------------------------- | ------------------------------------ | --------- |
| 2019 | Lil Nas X                                           | Najlepszy nowy artysta hip-hopowy    | Nominacja |
| 2019 | "Old Town Road (Remix)" (gościnnie Billy Ray Cyrus) | Singel roku                          | Wygrana   |
| 2019 | "Old Town Road (Remix)" (gościnnie Billy Ray Cyrus) | Najlepsza współpraca w duecie/grupie | Wygrana   |

## Bravo Otto
Bravo Otto to stworzone w 1957 r. nagrody przyznawane przez niemiecki magazyn Bravo. Artysta otrzymał jedną nominację.
| Rok  | Nominacja | Kategoria | Rezultat  |
| ---- | --------- | --------- | --------- |
| 2019 | Lil Nas X | Newcomer  | Nominacja |

## BreakTudo Awards
BreakTudo Awards to brazylijskie nagrody muzyczne produkcji stacji telewizyjnej BreakTudo, odbywające się co roku w São Paulo. Artysta otrzymał dwie nominacje.
| Rok  | Nominacja                                           | Kategoria                        | Rezultat  |
| ---- | --------------------------------------------------- | -------------------------------- | --------- |
| 2019 | Lil Nas X                                           | Najlepszy artysta międzynarodowy | Nominacja |
| 2019 | "Old Town Road (Remix)" (gościnnie Billy Ray Cyrus) | Międzynarodowy hit roku          | Nominacja |

## Country Music Association Awards
Country Music Association Awards to amerykańskie nagrody muzyczne organizacji CMA, honorujące artystów muzycznych i osób związanych z muzyką country za ich najważniejsze osiągnięcia w jej danym przemyśle. Artysta otrzymał jedną nagrodę.
| Rok  | Nominacja                                           | Kategoria                | Rezultat |
| ---- | --------------------------------------------------- | ------------------------ | -------- |
| 2019 | "Old Town Road (Remix)" (gościnnie Billy Ray Cyrus) | Muzyczne wydarzenie roku | Wygrana  |

## Danish Music Awards
Danish Music Awards to duńskie nagrody muzyczne aranżowane przez Międzynarodową Federację Przemysłu Fonograficznego od 1989 roku. Artysta otrzymał jedną nominację.
| Rok  | Nominacja                                           | Kategoria                 | Rezultat  |
| ---- | --------------------------------------------------- | ------------------------- | --------- |
| 2019 | "Old Town Road (Remix)" (gościnnie Billy Ray Cyrus) | Zagraniczna piosenka roku | Nominacja |

## Grammy Awards
Grammy Awards to amerykańskie nagrody muzyczne, wręczane corocznie od 1959 roku przez Narodową Akademię Rejestracji Sztuki i Nauki (NARAS), honorujące wyróżniające się osiągnięcia w muzyce. Są one jedną z czterech najważniejszych nagród przemysłu rozrywkowego w Stanach Zjednoczonych, zwaną EGOT. Artysta otrzymał dwie nagrody spośród sześciu nominacji.
| Rok  | Nominacja                                           | Kategoria                                    | Rezultat  |
| ---- | --------------------------------------------------- | -------------------------------------------- | --------- |
| 2020 | Lil Nas X                                           | Najlepszy nowy artysta                       | Nominacja |
| 2020 | "Panini"                                            | Najlepszy występ rapowy/śpiewany             | Nominacja |
| 2020 | "Old Town Road (Remix)" (gościnnie Billy Ray Cyrus) | Nagranie roku                                | Nominacja |
| 2020 | "Old Town Road (Remix)" (gościnnie Billy Ray Cyrus) | Najlepsze wykonanie pop przez duet lub grupę | Wygrana   |
| 2020 | "Old Town Road (Remix)" (gościnnie Billy Ray Cyrus) | Najlepszy teledysk                           | Wygrana   |
| 2020 | 7                                                   | Album roku                                   | Nominacja |

## iHeartRadio Music Awards
iHeartRadio Music Awards to amerykańskie nagrody muzyczne utworzone przez radiową stację internetową, iHeartRadio, honorujące muzykę i wykonawców granych na niej przez dany rok na terenie Stanów Zjednoczonych. Artysta otrzymał sześć nominacji.
| Rok  | Nominacja                                           | Kategoria                      | Rezultat |
| ---- | --------------------------------------------------- | ------------------------------ | -------- |
| 2020 | "Old Town Road"                                     | Utwór roku                     | Oczekuje |
| 2020 | "Old Town Road"                                     | Hip-hopowy utwór roku          | Oczekuje |
| 2020 | "Old Town Road (Remix)" (gościnnie Billy Ray Cyrus) | Najlepszy teledysk             | Oczekuje |
| 2020 | "Old Town Road (Remix)" (gościnnie Billy Ray Cyrus) | Najlepszy remiks               | Oczekuje |
| 2020 | Lil Nas X                                           | Najlepszy nowy artysta pop     | Oczekuje |
| 2020 | Lil Nas X                                           | Najlepszy nowy artysta hip-hop | Oczekuje |

## LOS40 Awards
LOS40 Awards to hiszpańskie nagrody muzyczne wręczane przez stację radiową LOS40. Zostały one utworzone w 2006 roku w czasie czterdziestolecia jej powstania. Artysta otrzymał jedną nominację.
| Rok  | Nominacja | Kategoria                             | Rezultat  |
| ---- | --------- | ------------------------------------- | --------- |
| 2019 | Lil Nas X | Najlepszy międzynarodowy nowy artysta | Nominacja |

## MTV

### MTV Europe Music Awards
MTV Europe Music Awards to nagrody odbywające się od 1994 roku oraz wręczane przez ogólnoeuropejski oddział stacji telewizyjnej MTV. Artysta otrzymał sześć nominacji.
| Rok  | Nominacja                                           | Kategoria                       | Rezultat  |
| ---- | --------------------------------------------------- | ------------------------------- | --------- |
| 2019 | Lil Nas X                                           | Najlepszy nowy wykonawca        | Nominacja |
| 2019 | Lil Nas X                                           | Najlepszy wizerunek             | Nominacja |
| 2019 | Lil Nas X                                           | Najlepszy amerykański wykonawca | Nominacja |
| 2019 | "Old Town Road (Remix)" (gościnnie Billy Ray Cyrus) | Najlepsza piosenka              | Nominacja |
| 2019 | "Old Town Road (Remix)" (gościnnie Billy Ray Cyrus) | Najlepszy teledysk              | Nominacja |
| 2019 | "Old Town Road (Remix)" (gościnnie Billy Ray Cyrus) | Najlepszy duet                  | Nominacja |

### MTV Video Music Awards
MTV Video Music Awards to nagrody przyznawane od 1983 roku za osiągnięcia w dziedzinie teledysku przez amerykański oddział MTV. Artysta otrzymał dwie nagrody spośród dziewięciu nominacji.
| Rok  | Nominacja                                           | Kategoria                      | Rezultat  |
| ---- | --------------------------------------------------- | ------------------------------ | --------- |
| 2019 | Lil Nas X                                           | Nowy artysta                   | Nominacja |
| 2019 | "Old Town Road (Remix)" (gościnnie Billy Ray Cyrus) | Teledysk roku                  | Nominacja |
| 2019 | "Old Town Road (Remix)" (gościnnie Billy Ray Cyrus) | Piosenka roku                  | Wygrana   |
| 2019 | "Old Town Road (Remix)" (gościnnie Billy Ray Cyrus) | Najlepsza współpraca           | Nominacja |
| 2019 | "Old Town Road (Remix)" (gościnnie Billy Ray Cyrus) | Piosenka lata                  | Nominacja |
| 2019 | "Old Town Road (Remix)" (gościnnie Billy Ray Cyrus) | Teledysk hip hopowy            | Nominacja |
| 2019 | "Old Town Road (Remix)" (gościnnie Billy Ray Cyrus) | Najlepsza reżyseria            | Wygrana   |
| 2019 | "Old Town Road (Remix)" (gościnnie Billy Ray Cyrus) | Najlepszy montaż               | Nominacja |
| 2019 | "Old Town Road (Remix)" (gościnnie Billy Ray Cyrus) | Scenografia i dekoracja wnętrz | Nominacja |